# Райчиловци
Райчиловци (на сръбски: Рајчиловци или Rajčilovci) е село в Община Босилеград, Сърбия.

## История
В регистър на джелепкешани от 1576 г. е отбелязано село Райчилофча като част от каза Илидже. Посочени са шест местни жители, натоварени да доставят общо 210 овце.  Селото е изцяло българско и винаги е било населявано предимно от българи, то е било даже част от България за кратък период от 1878 до 1920 когато след победата на Антантата над България бива предадена на Кралство Югославия която по никакъв начин не се отнасяла добре спрямо местните българи, подлагайки ги на всякакъв вид репореси, за кратко обаче лъч надъжда има за селото през периода 1941-44 година когато влиза отново в пределите на България. 
При избухването на Балканската война в 1912 година трима души от Райчиловци са доброволци в Македоно-одринското опълчение.
Иконите в храма „Възнесение Господне“ са от 1899 година, дело на самоковския майстор Иван Костадинов Вальов.

## Население
От 1948 до 2002 г. населението на Райчиловци се учетворява. Последните преброявания разкриват следните данни:
- 1948 - 435
- 1953 - 438
- 1961 - 423
- 1971 - 675
- 1981 - 1163
- 1991 - 1652
- 2002 - 1817
- 2011 – 1840

## Етнически състав
Етническият състав на Райчиловци е следният (2002 г.):
- 69,45% българи
- 8,42% сърби
- 3,90% югославяни
- 0,55% македонци

## Личности
Родени в Райчиловци
- Арсо Зарев Ивков, български военен деец, младши подофицер, загинал през Първата световна война[4]
- Георги Анакиев, македоно-одрински опълченец, 2 рота на 7 кумановска дружина[5]
- Георги Накев (Наков, 1888 – ?), македоно-одрински опълченец, учител, Нестроева рота на 7 кумановска дружина[6]
- Илия Георгиев (1891 – ?), македоно-одрински опълченец, Кюстендилска дружина, 1 рота на 7 кумановска дружина[7]